# Dominis de terra ferma
Dominis de terra ferma (en venecià: domini de teraferma o stato da tera, literalment "dominis de terra ferma, o continentals" o "estat de terra [ferma]") era el nom donat als territoris del rerepaís de la República de Venècia allèn la costa adriàtica, a la Itàlia nord-oriental. Era una de les tres subdivisions de les possessions de la República, essent les altres dues l'original Dogado ("Ducat") i l'Stato da Màr ("Estat del mar"), els territoris ultramarins.

## Geografia
En la seva extensió més gran, incloïen les atuals regions italianes de Vèneto, Friül-Venècia Júliauli occidental i central, i les parts orientals de Llombardia (és a dir, les actuals províncies de Bèrgam i de Brescia) fins al riu Adda, on vorejava el ducat imperial de Milà.
Al sud, la part baixa del riu Po (Polesine) constituïa la frontera amb els Estats Pontificis. La Terraferma comprenia les parts occidentals i centrals de la regió històrica del Friül, excepte la part més oriental que vorejava el riu Isonzo, que va ser retinguda pels comtes imperials de Gorízia. Al nord, els Alps Càrnics i els Julians marcaven la frontera amb els ducats de Carinthia i de Carniola, de l'Àustria Interior.

## Història
Venècia havia conquerit el territori continental del Mestre als governants de Verona, Della Scala, el 1337, i a continuació, el 1339, Treviso i Bassano del Grappa.
Venècia havia desmembrat l'Imperi Romà d'Orient el 1204 i va anar avançant gradualment en el seu domini de l'Adriàtic, provocant aquest fet el conflicte amb el Regne d'Hongria i, terra endins, generant una rivalitat amb Milà.
La Guerra de Chioggia el 1381 va acabar per mediació del comte Amadeu IV de Savoia mitjançant la Pau de Torí, però la República de Gènova va quedar molt debilitada. Els venecians es van veure obligats a lliurar l'illa de Tenedos a Amadeu VI de Savoia que destruiria les fortificacions de l'illa i evacuaria la seva població, impedint-ne l'ús en el futur com a base naval que amenaçava l'accés dels genovesos al mar Negre amb la seva estratègica situació prop dels Dardanels. Venècia també va acceptar abandonar Pere II de Xipre i l'emperador romà d'Orient Joan V Paleòleg, tots dos encara enfrontats amb Gènova, i va establir un embargament a Joan fins que aquest acordés un acord estipulat amb el seu fill Andrònic IV Paleòleg, aliat de Gènova. Als comerciants venecians se'ls va prohibir durant dos anys d'utilitzar el port de Tana, el seu lloc comercial habitual al mar Negre, havent d'emprar els ports genovesos de Crimea, en benefici dels genovesos. Pel tractat entre Venècia i Hongria es va acordar que Venècia pagués un tribut anual de 7.000 ducats a la corona d'Hongria, que els hongaresos del seu costat no navegarien per cap riu que desemboqués a l'Adriàtic entre el cap Palmentaria i Rimini, i que els comerciants dàlmates no haurien de comprar mercaderies a Venècia amb un valor superior a 35.000 ducats. Venècia també va reiterar el seu reconeixement de la possessió hongaresa de Dalmàcia. Venècia va perdre gairebé tot el seu territori al continent italià, lliurant Conegliano i Treviso a Àustria. Trieste havia de ser lliure, però hauria de rendir un homenatge anual al dux. Amb Pàdua, Venècia va acordar una restitució mútua de les conquestes. el Senyoriu de Milà no va ser inclòs a la pau.
La República de Venècia va consolidar el seu poder a la Mediterrània oriental començant la seva expansió per terra ferma. El desenvolupament de la província de Terraferma va començar amb l'accessió de Dux Michele Steno el 1400, qui sistemàticament feia campanyes en el rerepaís venecià per tal d'assegurar un comerç segur i el sosteniment dels ciutadans de Venècia. Els seus successors Tommaso Mocenigo i Francesco Foscari van ampliar les possessions en detriment no només dels Della Scala, sinó també dels Carraresi de Pàdua (Francesco Novello da Carrara va ser executat el 1406) i els Visconti de Milà.
El 1420 Venècia va annexionar-se els territoris friülans del patriarcat imperial d'Aquileia des de la costa adriàtica fins a Pontebba, en els Alps Julians. L'emperador Segimon va haver de reconèixer l'adquisició el 1433; i quatre anys més tard cedia oficialment el territori a Venècia com un feu imperial. El 1523 l'emperador Carles V va finalment renunciar-ne tots els títols com a senyor feudal.
En la caiguda de la República i el Tractat de Campo Formio, els Domini van restar un temps curt sota poder francès fins que Napoleon els cedí a Àustria el 1797. El 1805 els antics Domini varen unir-se amb el Regne napoleònic d'Itàlia (1805–14) i el 1815, amb el que restava de Llombardia, formaren el Regne Llombardovènet sota el control de l'Imperi austríac.

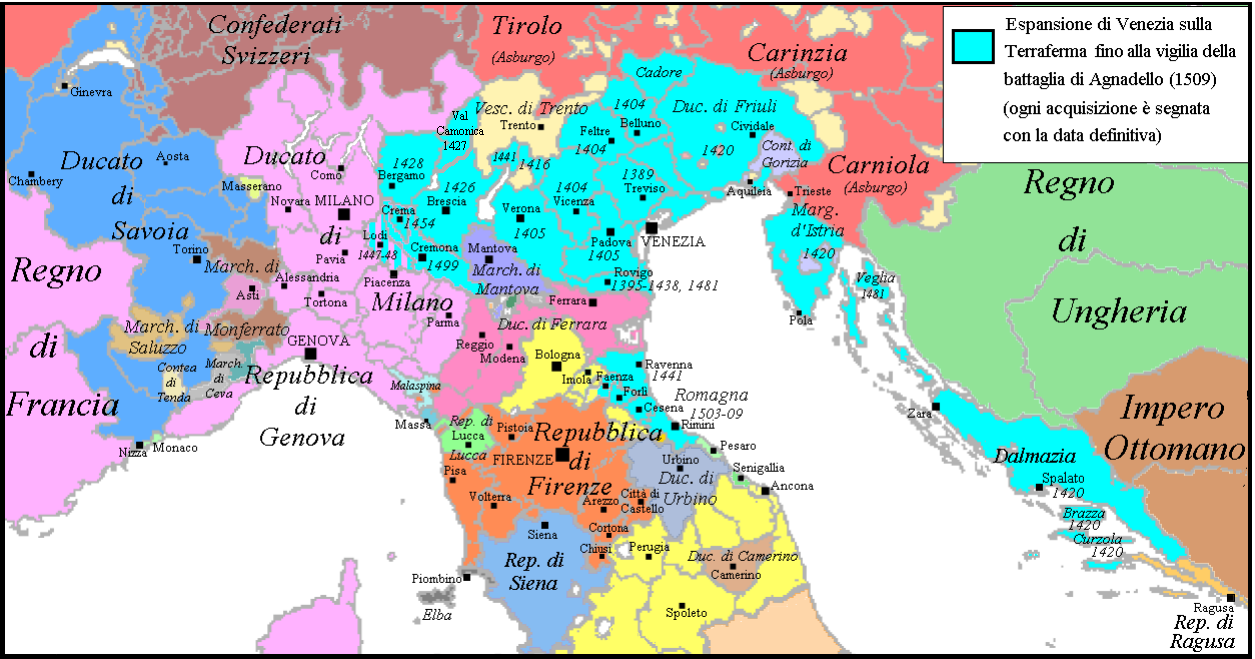
La màxima expansió dels dominis venecians de terra ferma, als inicis del. Per cada territori s'indica la data d'adquisició